# Celler Cooperatiu del Pinell de Brai
El Celler Cooperatiu de Pinell de Brai és un edifici modernista situat al municipi del Pinell de Brai (Terra Alta) que fou encarregat a Cèsar Martinell i Brunet. La resolució d'alguns elements constructius ha afavorit que al celler se'l conegui amb el nom de catedral del vi. És una obra declarada bé cultural d'interès nacional.

## Descripció
El celler i molí d'oli de Pinell de Brai, d'estètica modernista, tot i que és fet en un moment en què aquest estil havia deixat pas al noucentisme, és format per tres naus, la central de doble amplada. Aquesta i la lateral de llevant es destinen a l'emmagatzematge de vi; la nau lateral de ponent es destina a l'elaboració i l'emmagatzematge d'oli. A la part posterior de la nau central hi ha una quarta nau amb la sala de màquines coberta amb encavallades de fusta, i al darrere, a nivell més elevat, les tremuges, el moll de recepció del raïm i el dipòsit de l'aigua.

Les naus principals són cobertes amb arcs equilibrats parabòlics d'obra de maó aplantillat per a suport de la coberta. Les cobertes són a dues aigües amb teula de diferent tipus, segons la nau.

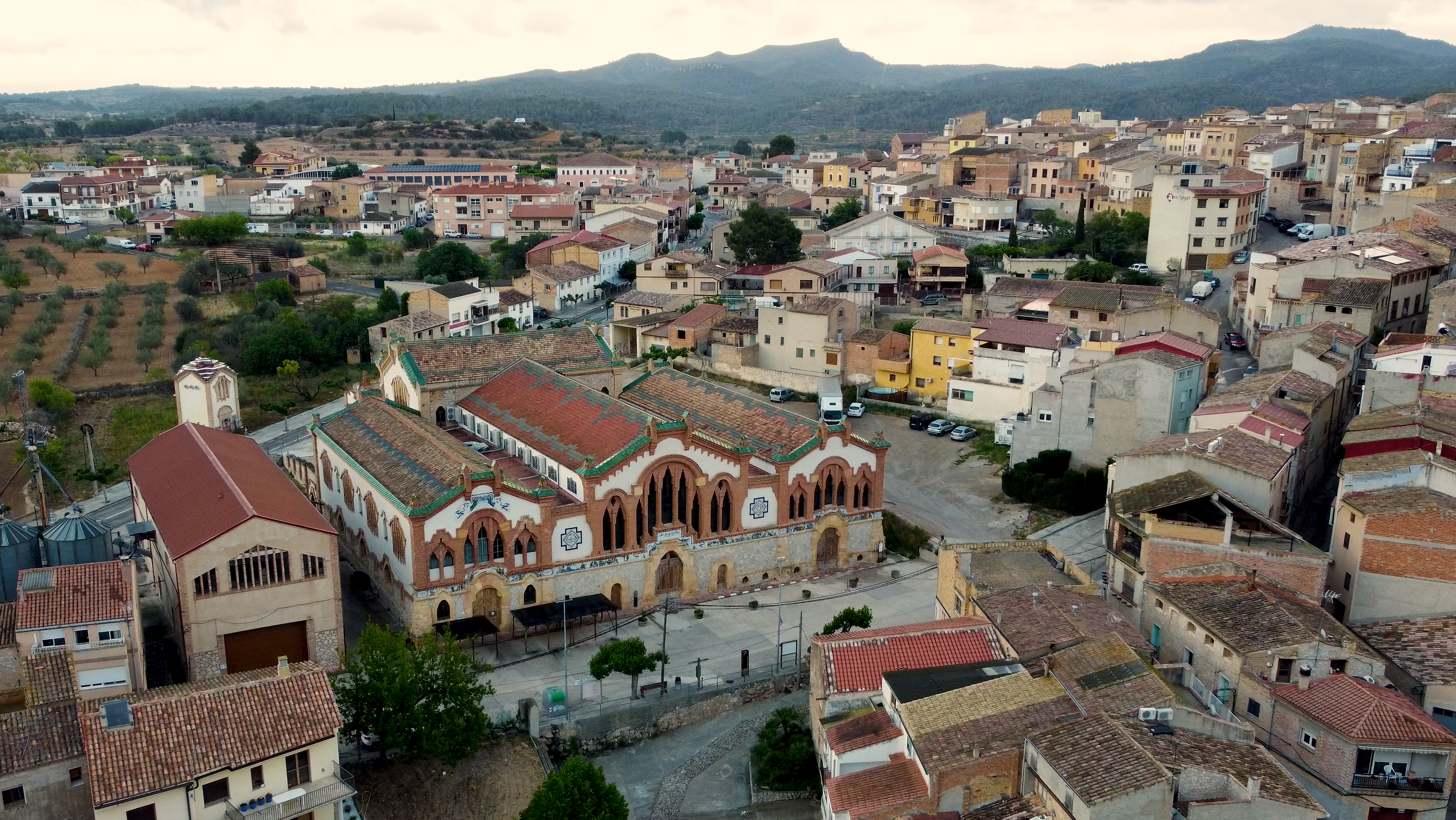
Vista aèria del Celler Cooperatiu del Pinell de Brai i el seu entorn urbà.

La façana, monumental per la composició i els elements arquitectònics que la formen, està estructurada en tres cossos, i ordenada en tres nivells: la part baixa és formada per un basament alt de pedra que inclou les portes i les finestres baixes de ventilació, emmarcades en pedra; el segon nivell és de maçoneria arrebossada amb les obertures emmarcades amb maó vist; aquests dos nivells queden separats pel fris de ceràmica vidrada obra de Xavier Nogués, amb al·legories relatives a la vinya i l'olivera i la seva transformació. El tercer nivell de coronament és la potent cornisa de la teulada amb una mena de pinacles de maó, que coronen diversos punts de la teulada.

## Història

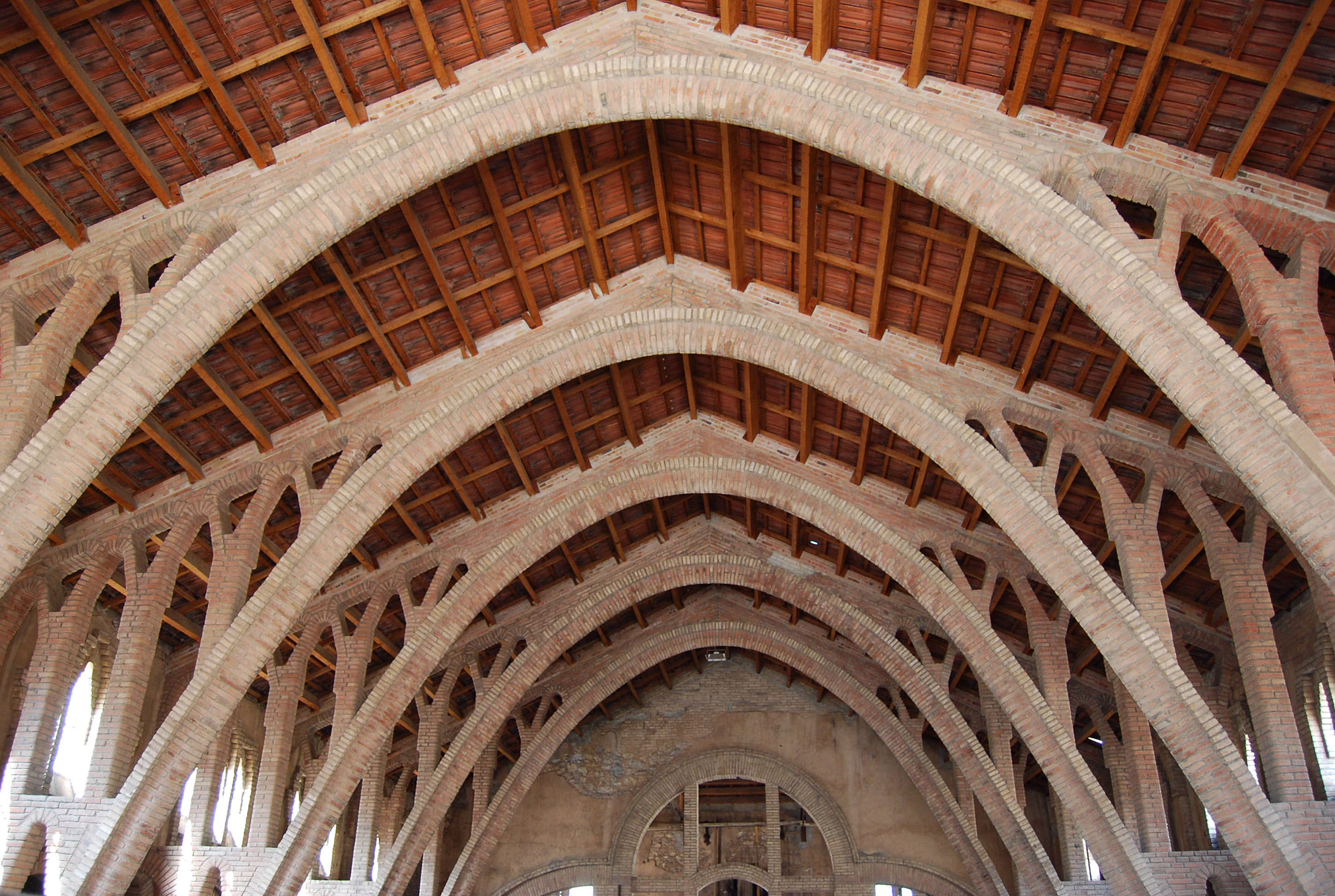
Arcades que han afavorit que aquests cellers es coneguin amb el nom de catedral del vi

El Celler Cooperatiu de Pinell de Brai, conegut com la catedral del vi, està situat als afores de la població, a peu de carretera. Va ser construït per l'arquitecte Cèsar Martinell i Brunet, un deixeble d'Antoni Gaudí, entre 1918 i 1922 per encàrrec del Sindicat Agrícola Cooperatiu de Pinell de Brai (tot i que inicialment la Mancomunitat de Catalunya li volia fer oficialment l'encàrrec). Hi van actuar com a col·laboradors el tècnic enòleg Isidre Campllonch i l'especialista oleícola Emili Rovirosa.
Com a signe de prosperitat del poble, la Junta del Sindicat va encarregar a Martinell un edifici vistós, bell i fora del corrent, adaptat a les exigències tècniques i industrials més avançades per a l'elaboració del vi i l'oli.
Al llarg de les obres de construcció es van fer diverses modificacions respecte del projecte inicial: es va substituir el cobriment d'encavallades de fusta per arcs equilibrats de maó, i el fris ceràmic amb escacat pel fris ceràmic de rajola vidrada de Xavier Nogués (encara que aquest no s'hi va instal·lar fins al 1949); tampoc no es construí el dipòsit torre, la tanca exterior i l'accés al soterrani, la marquesina de la porta principal en forma d'emparrat, i altres elements.
Quan l'edifici encara estava en obres, es va posar en funcionament el molí d'oli el 1920 i el celler, el 1921. Durant la Guerra Civil va ser polvorí i patí una explosió important que va malmetre el primer tram de la nau de la dreta.
El projecte d'aquest celler incorpora les quatre novetats tècniques (constructives i de tecnologia de producció vitivinícola) que es van convertir en invariants pròpies de l'obra de Cèsar Martinell en gairebé tots els seus cellers. Aquestes invariants es concreten en: la construcció de l'estructura de les naus basada en els arcs parabòlics de maó, la situació de les finestres per a la ventilació de les naus, els cups subterranis cilíndrics i separats per cambres aïllants ventilades, i la composició i textures de les façanes.
Pel que fa a la tipologia, el procés de producció del vi s'organitza en tres àrees: el moll de descàrrega, la nau d'elaboració i les naus de tines o cups, tipologia que, amb les variants d'organització longitudinal o transversal i d'adaptació a la topografia del terreny es va repetint en tots els altres cellers, introduint en aquest cas la innovació d'una planta subterrània amb estructura d'arcs parabòlics.
Aquest edifici, i en conjunt els cellers d'aquesta època, representen la manifestació arquitectònica visible del que va ser el cooperativisme agrari a Catalunya a final del segle xix i inici del xx, moviment que, malauradament, va quedar interromput per la Guerra Civil.
El 1988, se'n van restaurar les cobertes i es va reforçar l'estructura de la sala de màquines. La façana s'ha netejat amb sorra projectada.